# Stettlen
Stettlen ist eine politische Gemeinde im Verwaltungskreis Bern-Mittelland des Kantons Bern in der Schweiz.

## Geographie
Stettlen befindet sich in der Region Bern östlich der Schweizer Bundesstadt Bern im Worblental. Eingebettet im Tal der Worble zwischen Bantiger und Dentenberg, umfasst die Gemeinde unter anderem einen attraktiven Südhang als Hauptwohngebiet sowie schönes Erholungsgebiet rundum. Die Gemeinde umfasst die Dörfer Stettlen und Deisswil.
Der Regionalverkehr Bern–Solothurn (RBS) führt in 15 Minuten ab den Stationen Stettlen und Deisswil zum Hauptbahnhof Bern.
Nördlich von Stettlen, in der angrenzenden Gemeinde Bolligen, liegt die Erhebung Bantiger (947 m ü. M.). Der dortige Sendeturm der Swisscom versorgt die umliegende Region mit Radio- und Fernsehprogrammen; zudem bietet er eine gute Aussicht auf das Panorama von Jura, Schweizer Mittelland und Alpen.
Nachbargemeinden von Stettlen sind Vechigen, Muri bei Bern, Ostermundigen und Bolligen.

## Bevölkerung
| Jahr      | 1850 | 1880 | 1900 | 1930 | 1950 | 1960 | 1970 | 1980 | 1990 | 2000 | 2010 | 2020 | 2023 |
| Einwohner | 651  | 754  | 683  | 884  | 947  | 1173 | 1536 | 2234 | 2744 | 2823 | 2939 | 3165 | 3433 |

## Politik
Exekutive ist der Gemeinderat mit 7 Mitgliedern (2 FDP, 2 parteilos, 1 Mitte, 1 SP, 1 glp, Stand 2024). Gemeindepräsident ist seit 2024 Christian Kaderli (glp). Er trat die Nachfolge von Nationalrat Lorenz Hess (Mitte) an.
Bei den Nationalratswahlen 2023 betrugen die Wähleranteile in Stettlen (in Klammern die Veränderung im Vergleich zu den Wahlen 2019 in Prozentpunkten): SVP 20,52 % (−1,71), SP 18,07 % (+3,76), Mitte 16,06 % (−3,14), FDP 14,49 % (+0,60), glp 12,77 % (+0,96), Grüne 9,40 % (−1,36), EVP 2,85 % (−0,20), EDU 1,60 % (+0,71), Weitere 4,25 % (+0,35).

## Geschichte

Jakob Samuel Weibel: Kirche und Pfarrhaus Stettlen in den 1820er-Jahren

Luftbild aus 200 m von Walter Mittelholzer (1925)

Der Ortsname Stettlen ist als Verkleinerungsform zu dem althochdeutschen Substantiv «Stat» zu verstehen und bedeutet «kleine Stelle», «Plätzchen». Im Ortsnamen Deisswil verbirgt sich wohl der Personenname eines Sippenoberhaupts, das dort, ebenfalls noch im 1. Jahrtausend, mit Roden und Schwenden neues Ackerland gewonnen hatte.
Urkundlich wird Stettlen erstmals 1146 als Stetelon erwähnt, und noch vor dem Jahr 1200 gelangte der Ort unter das Burgrecht der jungen Stadt Bern.
Von einem Schulmeister in Stettlen ist erstmals 1620 die Rede und von einem Schulhausbau im Jahre 1728. Die Zahl der Schüler wird 1780 mit 80 bis 90 angegeben. In der zweiten Hälfte des 18. Jahrhunderts lebten die meisten Familien unmittelbar vom Bodenertrag. Handwerk und Gewerbe wurden gering geachtet. Eine neue Entwicklung und einen tiefgreifenden Wandel in der Erwerbsstruktur des Dorfes wurde 1876 mit der Gründung der (2010 eingestellten) Kartonfabrik in Deisswil eingeleitet, und die 1913 eröffnete Worblentalbahn trug das Ihre dazu bei, dass Stettlen noch näher an die Stadt heranrückte.

## Wasserversorgung
Per 1. Januar 2015 schloss sich Stettlen dem Wasserverbund Region Bern an.

## Schulen
Nach der Spielgruppe und dem Kindergarten ab 5. Altersjahr bieten das Schulhaus Bernstrasse und Gartenstrasse die Unterstufe bis 4. Schuljahr sowie das Schulhaus Bleiche die Real- und Sekundarstufe bis 9. Schuljahr. Die Gymnasiale Vorstufe (SpezSek) kann in Bolligen am Oberstufenzentrum Eisengasse Bolligen (OzE) besucht werden. Stettlen hat zwei Turnhallen und ein Hallenbad.

## Persönlichkeiten
- Kurt Stettler (1932–2020), Fussballtorhüter
- Lorenz Hess (* 1961), Politiker, Nationalrat, ehemaliger Gemeindepräsident Stettlen
- Philippe Müller (* 1963), Politiker, Regierungsrat, in Stettlen aufgewachsen